# Acacia terminalis
Acacia terminalis là một loài thực vật có hoa trong họ Đậu. Loài này được (Salisb.) J.F.Macbr. miêu tả khoa học đầu tiên.

## Hình ảnh

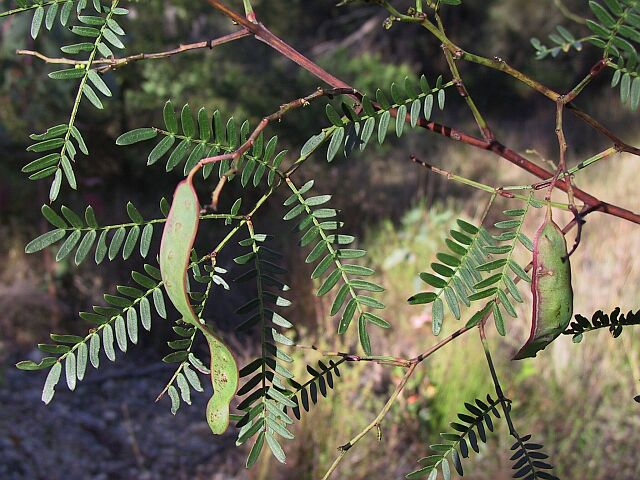
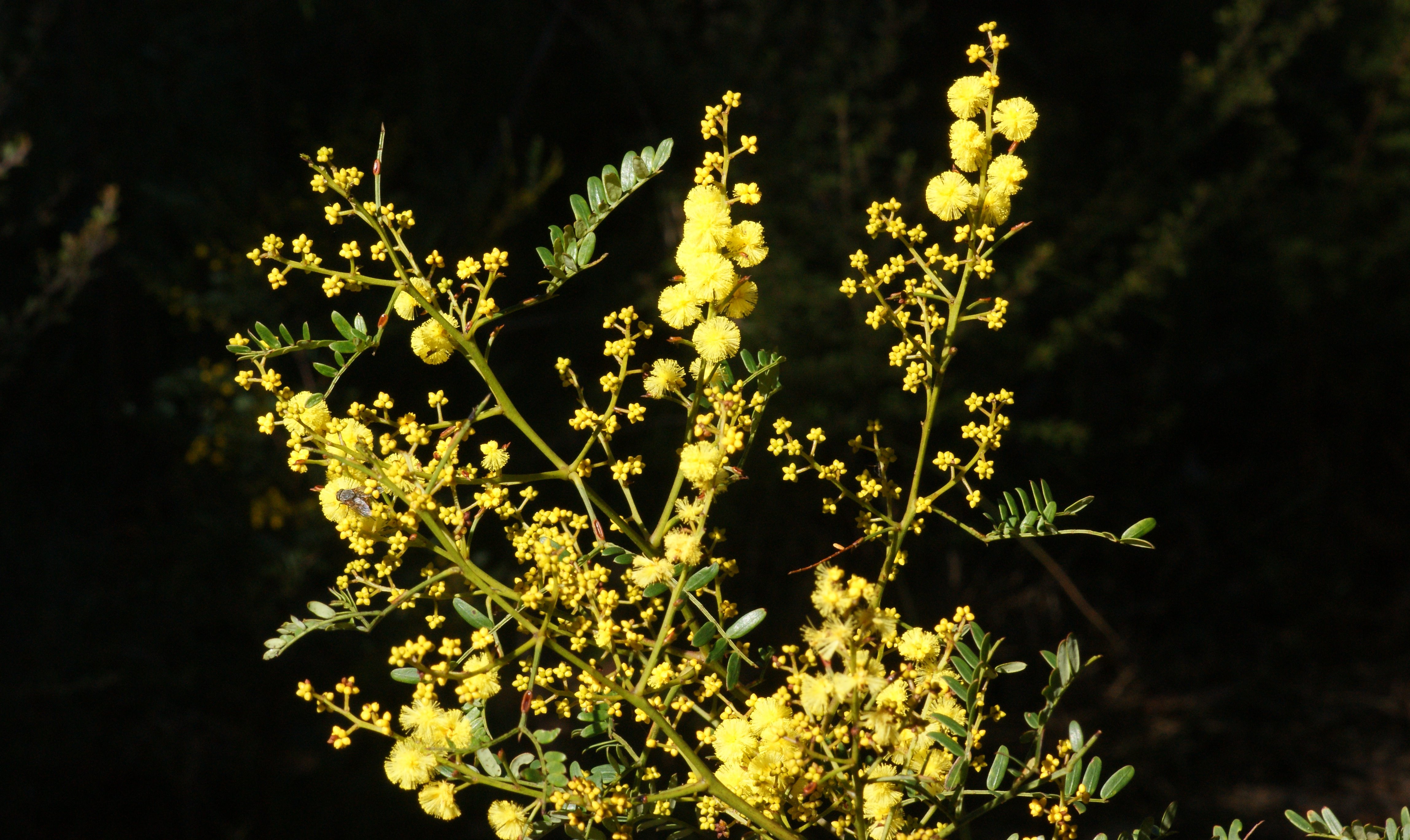
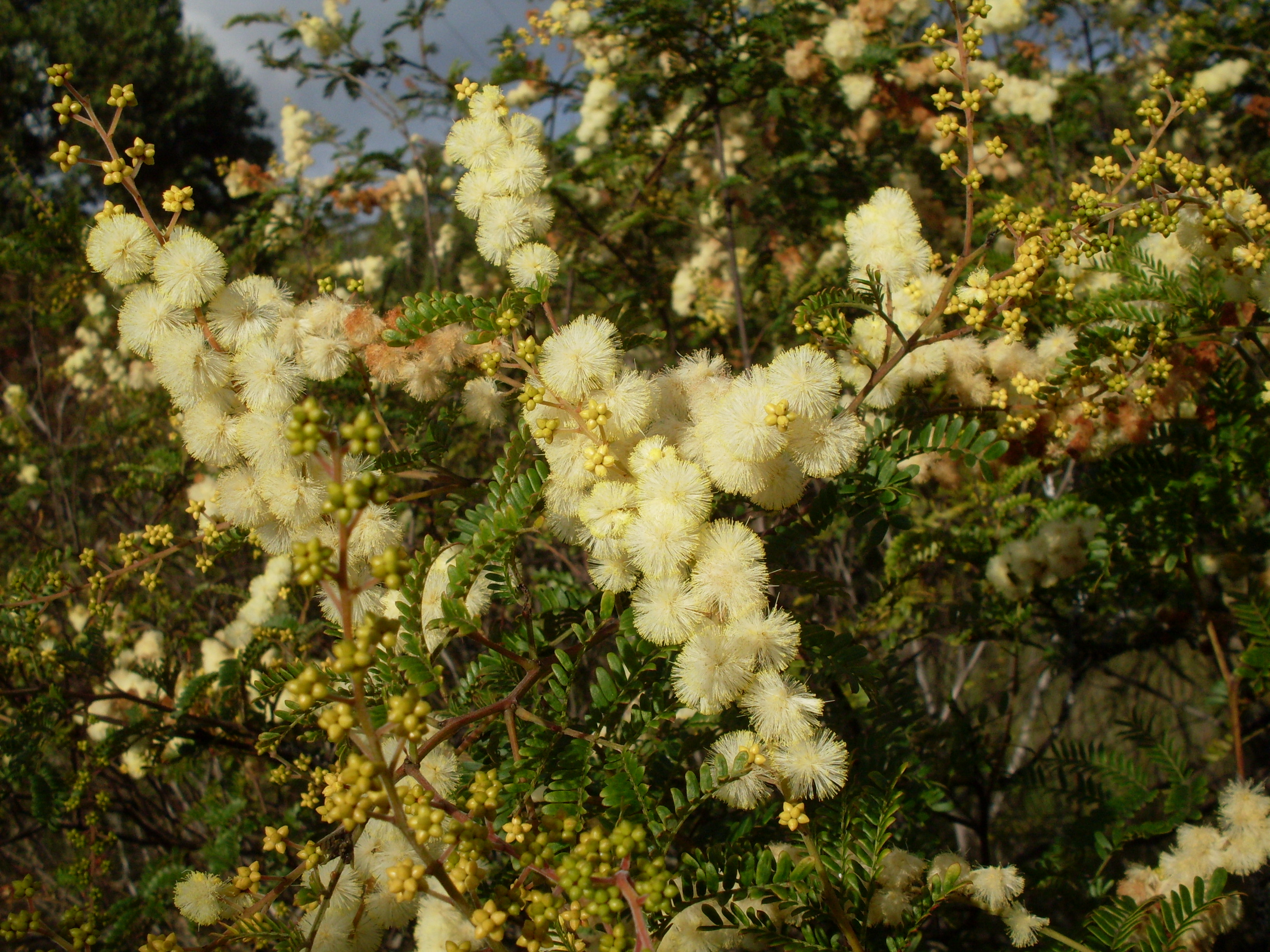
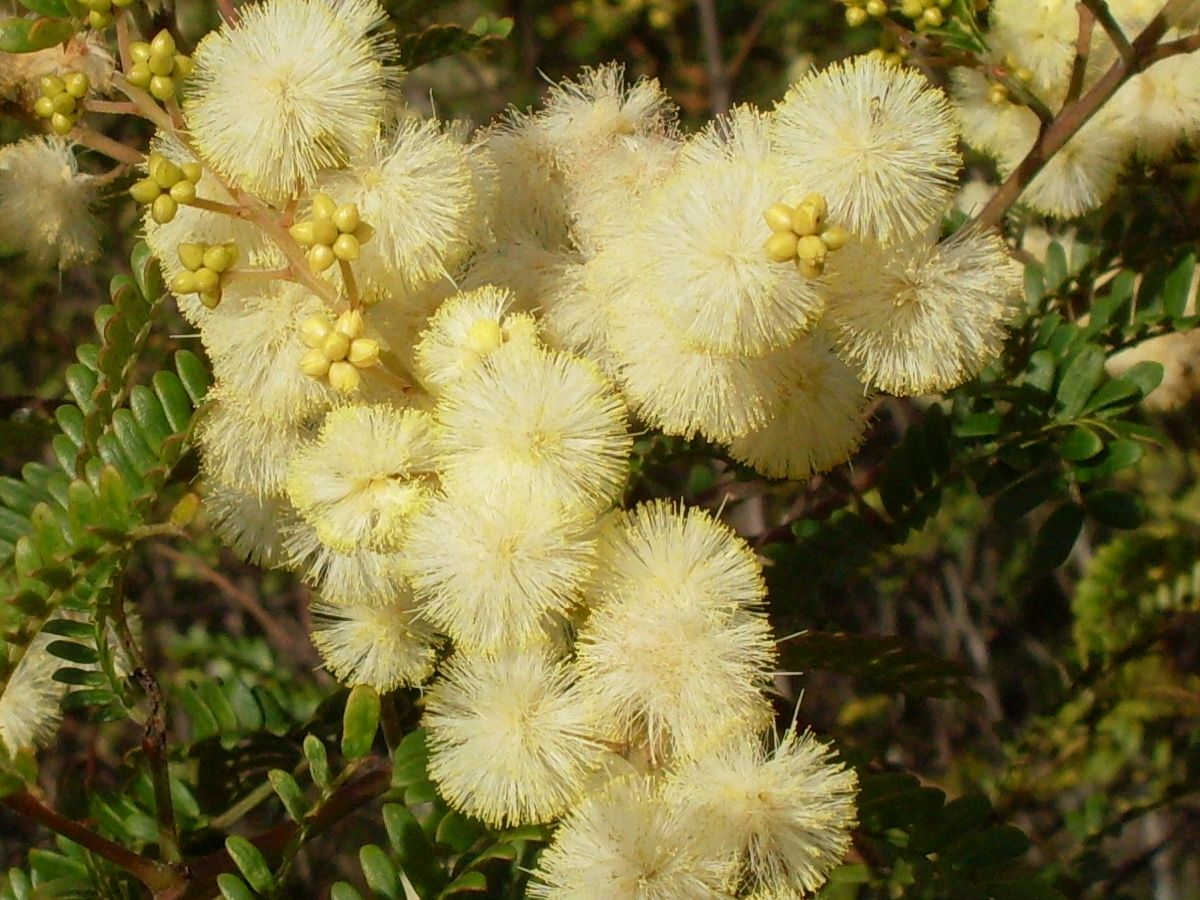
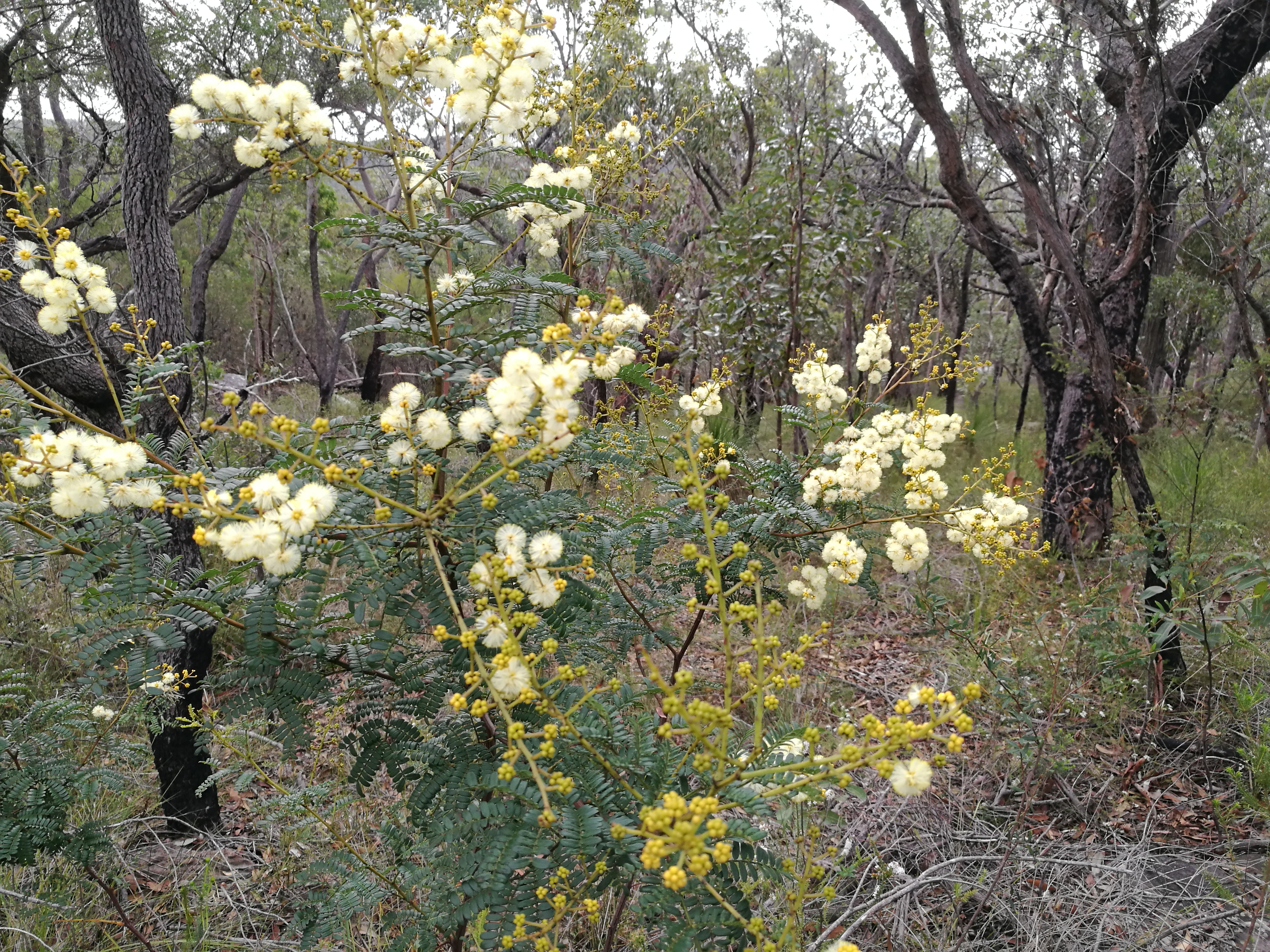